# Shattered Galaxy
Shattered Galaxy là một game chiến lược thời gian thực trực tuyến nhiều người chơi (MMORTS)  được phát hành vào năm 2001 bởi KRU Interactive., bây giờ được gọi là Nexon Inc, sau một giai đoạn open beta mở rộng. Ở Mỹ, nó được Tri Synergy phát hành. Trò chơi kết hợp các tính năng của thể loại nhập vai trực tuyến nhiều người chơi và chiến lược thời gian thực. Từng giành được Giải thưởng Lớn Seumas McNally tại Liên hoan Game Độc lập năm 2001 và được tổ chức thông qua Hội nghị các Nhà phát triển Game, trò chơi đã không thành công về mặt thương mại một phần lớn do engine đồ họa cũ kỹ của nó.

## Cốt truyện
Shattered Galaxy lấy bối cảnh là một tương lai hậu tận thế. Một thiết bị dịch chuyển được tìm thấy được chôn trên bề mặt Trái Đất, mặc dù các nhà khoa học không thể nắm được bí mật của nó. Nhiều chất không sống khác nhau đã được gửi qua và lấy thành công, nhưng khi một con chuột thông thường được đưa vào cổng làm kích hoạt di vật này theo cách không ngờ: thiết bị ngay lập tức tự dịch chuyển, cũng như tất cả vật chất trong bán kính rộng 2000 km xung quanh nó, đến hành tinh Morgana Prime.  Người chơi là một trong những người sống sót sau sự cố này. Bản thân hành tinh này không có sự sống có tri giác, nhưng các cỗ máy chiến tranh robot được tìm thấy trên bề mặt, và con người kể từ đó đã học cách điều khiển chúng bằng thần giao cách cảm (cho phép con người tránh xa nguy cơ bị tổn hại). Nhân loại buộc phải mở rộng đến một hành tinh khác (máy chủ) trong hệ sao Morgana, Relic, nơi các cuộc chiến tranh cũng diễn ra dữ dội.

## Phát triển
Trò chơi được phát hành dưới cái tên Tactical Commanders tại Hàn Quốc, do Nexon phát hành cho đến ngày 31 tháng 12 năm 2005. Trò chơi này cũng đã được cung cấp dịch vụ tại Nhật Bản, Đài Loan và Đức. Nexon đã đóng cửa dịch vụ của Tactical Commanders ở Hàn Quốc, Nhật Bản và Đài Loan.
Kể từ ngày 29 tháng 9 năm 2008, trò chơi có thể được chơi bằng tài khoản cơ bản miễn phí với một vài điểm chấp nhỏ hoặc nâng cấp lên tài khoản ưu tú với chi phí 9,95 đô la Mỹ mỗi tháng để chơi với tất cả các giới hạn đều bị loại bỏ. Đến ngày 31 tháng 10 năm 2008, máy chủ bên Đức đã đóng cửa do thiếu người chơi game này.

## Đón nhận
John Lee đã đánh giá phiên bản PC của trò chơi cho Next Generation, đánh giá ba sao trong số năm sao và nói rằng "Nếu bạn muốn chụp những phần phong cảnh bằng biểu đồ hình tròn, đây là một trò chơi trực tuyến khá bền bỉ. Cần có tinh thần đồng đội."
Trò chơi nhận được "đánh giá chung là thuận lợi" theo trang web tổng hợp kết quả đánh giá Metacritic.
Shattered Galaxy là á quân cho giải thưởng "Best Independent PC Game" của The Electric Playground, nhưng để thua tựa game Serious Sam: The First Encounter.